# Mistrzostwa Europy w Lekkoatletyce 1950 – bieg na 100 m mężczyzn
Bieg na dystansie 100 metrów mężczyzn był jedną z konkurencji rozgrywanych podczas IV Mistrzostw Europy w Brukseli. Biegi eliminacyjne zostały rozegrane 23 sierpnia, a półfinałowe oraz bieg finałowy 24 sierpnia 1950 roku. Zwycięzcą tej konkurencji został Francuz Étienne Bally. W rywalizacji wzięło udział dwudziestu sześciu zawodników z szesnastu reprezentacji.

## Rekordy
| Rekord świata     | Jesse Owens (USA)     | 10,2 | Chicago, Stany Zjednoczone | 20.06.1936 |
| Rekord Europy     | Arthur Jonath (GER)   | 10,3 | Bochum, Niemcy             | 05.06.1932 |
| Rekord mistrzostw | Orazio Mariani (ITA)  | 10,4 | Paryż, Francja             | 03.09.1938 |
| Rekord mistrzostw | Wil van Beveren (NED) | 10,4 | Paryż, Francja             | 03.09.1938 |

## Wyniki

### Eliminacje
Bieg 1
| Miejsce | Zawodnik            | Czas | Uwagi |
| ------- | ------------------- | ---- | ----- |
| 1       | Nikołaj Karakułow   | 11,1 | Q     |
| 2       | Hans Peter Pedersen | 11,2 | Q     |

Bieg 2
| Miejsce | Zawodnik      | Czas | Uwagi |
| ------- | ------------- | ---- | ----- |
| 1       | Petar Pecelj  | 11,0 | Q     |
| 2       | Emil Kiszka   | 11,1 | Q     |
| 3       | Tomás Paquete | 11,1 |       |
| 4       | Hans Wehrli   | 11,1 |       |
| 5       | Fred Hammer   | 11,2 |       |

Bieg 3
| Miejsce | Zawodnik          | Czas | Uwagi |
| ------- | ----------------- | ---- | ----- |
| 1       | Franco Leccese    | 10,6 | Q     |
| 2       | Alan Grieve       | 10,8 | Q     |
| 3       | Henry Johansen    | 11,0 |       |
| 4       | Christian Brac    | 11,2 |       |
| 5       | Leif Christersson | 11,2 |       |

Bieg 4
| Miejsce | Zawodnik          | Czas | Uwagi |
| ------- | ----------------- | ---- | ----- |
| 1       | Knud Schibsbye    | 11,1 | Q     |
| 2       | Gesualdo Penna    | 11,2 | Q     |
| 3       | Austin Pinnington | 11,2 |       |
| 4       | Jan Lammers       | 11,3 |       |
| 5       | Hans Rydén        | 11,3 |       |

Bieg 5
| Miejsce | Zawodnik              | Czas | Uwagi |
| ------- | --------------------- | ---- | ----- |
| 1       | Étienne Bally         | 10,9 | Q     |
| 2       | Finnbjörn Þorvaldsson | 11,1 | Q     |
| 3       | Roland Vercruysse     | 11,1 |       |
| 4       | Michail Tsokalis      | 11,4 |       |
| 5       | Willy Eichenberger    | 11,6 |       |

Bieg 6
| Miejsce | Zawodnik           | Czas | Uwagi |
| ------- | ------------------ | ---- | ----- |
| 1       | Władimir Suchariew | 10,7 | Q     |
| 2       | Haukur Clausen     | 11,0 | Q     |
| 3       | Isidoor Vandewiele | 11,1 |       |
| 4       | Jean-Petit Hammer  | 11,3 |       |

### Półfinały
Półfinał 1
| Miejsce | Zawodnik              | Czas | Uwagi |
| ------- | --------------------- | ---- | ----- |
| 1       | Franco Leccese        | 10,7 | Q     |
| 2       | Emil Kiszka           | 10,8 | Q     |
| 3       | Petar Pecelj          | 11,0 | Q     |
| 4       | Nikołaj Karakułow     | 11,1 |       |
| 5       | Knud Schibsbye        | 11,1 |       |
| 6       | Finnbjörn Þorvaldsson | 11,1 |       |

Półfinał 2
| Miejsce | Zawodnik            | Czas | Uwagi |
| ------- | ------------------- | ---- | ----- |
| 1       | Étienne Bally       | 10,6 | Q     |
| 2       | Władimir Suchariew  | 10,7 | Q     |
| 3       | Haukur Clausen      | 11,0 | Q     |
| 4       | Alan Grieve         | 11,0 |       |
| 5       | Gesualdo Penna      | 11,0 |       |
| 6       | Hans Peter Pedersen | 11,2 |       |

### Finał
| Miejsce | Zawodnik           | Czas |
| ------- | ------------------ | ---- |
| 1       | Étienne Bally      | 10,7 |
| 2       | Franco Leccese     | 10,7 |
| 3       | Władimir Suchariew | 10,7 |
| 4       | Emil Kiszka        | 10,7 |
| 5       | Haukur Clausen     | 10,8 |
| 6       | Petar Pecelj       | 10,8 |